# Boudjellil
Boudjellil (em árabe: بوجليل) é uma comuna localizada na província de Bugia, no norte da Argélia. Segundo o censo de 2008, a população total da cidade era de 11 486 habitantes.